# Jan van Gilse
Jan Pieter Hendrik van Gilse (født 11. maj 1881 i Rotterdam, Holland, død 8. september 1944 i Oegstgeest, Holland) var en hollandsk komponist og dirigent.
Van Gilse studerede på Kölns Konservatorium og senere i Berlin hos Engelbert Humperdinck.
Han har komponeret fem symfonier, orkesterværker og operaer, bl.a. den hollandsksprogede opera Thijl.
Van Gilse komponerede i tysk romantisk stil.

## Udvalgte værker
- Symfoni nr. 1 i F dur (1900-1901) - for orkester
- Symfoni nr. 2 i Eb dur (1902-1903) - for orkester
- Symfoni nr. 3 i D mol "Undersøgelse"  (1903) - for sopran og orkester
- Symfoni nr. 4 i A dur (1910-1915) - for orkester
- Symfoni nr. 5 i D dur (fragment) (1922) - for orkester
- Thijl (1940) – opera
- Koncertoverture (1900) - for orkester
- Tre danseskitser (1925-1926) – for klaver og orkester